# Internationale Woche der Gehörlosen
Die Internationale Woche der Gehörlosen wird jedes Jahr in der letzten vollen Septemberwoche mit dem Internationalen Tag der Gebärdensprache und dem Internationalen Tag der Gehörlosen am letzten Sonntag im September gefeiert.

## Ziel und Zweck
Der erste Tag der Gehörlosen wurde am 28. September 1958 von der Ente nazionale sordi zum Gedenken an die Gründung des Weltverbands der Gehörlosen im Jahr 1951 in Rom organisiert.
Ziel der Internationalen Woche der Gehörlosen ist es laut Welverband der Gehörlosen (World Federation of the Deaf), Aufmerksamkeit für die Bedürfnisse und Erfolge der Gehörlosen-Community zu bewirken sowie zur weltweiten Vernetzung der Community beizutrage. Im Rahmen der Woche finden Informationsveranstaltugen und Kampagnen statt.